# Clement Beaud
Clément Beaud (7 de dezembro de 1980) é um futebolista profissional camaronês que atua como meio-campo.

## Carreira
Disputou as Olimpíadas de Sydney, tendo conquistado a medalha de ouro com os Leões. Depois do torneio, foi pouco lembrado em outras convocações.